# El Real de la Jara
El Real de la Jara er en by og kommune i det sydlige Spanien i provinsen Sevilla. Den har et indbyggertal på 1.531 (2024) indbyggere.